# Emmet, Quận Dodge, Wisconsin
Emmet là một thị trấn thuộc quận Dodge, tiểu bang Wisconsin, Hoa Kỳ. Năm 2010, dân số của thị trấn này là 1.285 người.